# Acianthera magalhaensii
Acianthera magalhaensii là một loài thực vật có hoa trong họ Lan. Loài này được (Pabst) Luer mô tả khoa học đầu tiên năm 2004.